# We're Good
We're Good è un singolo della cantante britannica Dua Lipa, pubblicato l'11 febbraio 2021 come primo estratto dalla ristampa del secondo album in studio Future Nostalgia: The Moonlight Edition.
Il brano è stato scritto dalla cantante stessa assieme a Emily Warren, Scott Harris e Sylvester Sivertsen, quest'ultimo anche produttore sotto lo pseudonimo di Sly.

## Pubblicazione
L'artista ha annunciato l'uscita del brano in contemporanea con la ristampa dell'album il 3 febbraio 2021, svelando la copertina e la data di pubblicazione.

## Video musicale
Il video musicale, diretto da Vania Heymann e Gal Muggia, è stato reso disponibile sul canale YouTube della cantante in contemporanea con la pubblicazione del brano.

## Tracce
Download digitale – Dillon Francis Remix
1. We're Good (Dillon Francis Remix) – 3:06

Download digitale – Dillon Francis Remix
1. We're Good (Dillon Francis Remix) (Radio Edit) – 3:05

## Formazione
- Dua Lipa – voce
- Sly – batteria, cori, programmazione, tastiera, produzione, ingegneria del suono
- Emily Warren – cori, produzione vocale
- Caroline Ailin – cori
- Zach Gurka – cori
- Scott Harris – cori, chitarra, produzione vocale
- Tara Siegel – cori
- Andreas Lund – chitarra
- Greg Eliason – ingegneria del suono
- Brian Cruz – assistenza all'ingegneria del suono
- Josh Gudwin – missaggio
- Heidi Wang – assistenza al missaggio
- Chris Gehringer – mastering
- Will Quinnell – assistenza al mastering

## Classifiche

### Classifiche settimanali
| Classifica (2021) | Posizione massima |
| ----------------- | ----------------- |
| Argentina         | 31                |
| Australia         | 24                |
| Austria           | 29                |
| Belgio (Fiandre)  | 32                |
| Belgio (Vallonia) | 34                |
| Canada            | 21                |
| Croazia           | 4                 |
| Francia           | 95                |
| Germania          | 52                |
| Grecia            | 21                |
| Irlanda           | 17                |
| Islanda           | 13                |
| Italia            | 66                |
| Lituania          | 14                |
| Norvegia          | 22                |
| Nuova Zelanda     | 24                |
| Paesi Bassi       | 25                |
| Perù              | 149               |
| Polonia           | 41                |
| Portogallo        | 33                |
| Regno Unito       | 25                |
| Repubblica Ceca   | 58                |
| Romania           | 33                |
| Singapore         | 21                |
| Slovacchia        | 21                |
| Slovenia          | 4                 |
| Spagna            | 54                |
| Stati Uniti       | 31                |
| Svezia            | 31                |
| Svizzera          | 38                |
| Ungheria          | 23                |

### Classifiche di fine anno
| Classifica (2021) | Posizione |
| ----------------- | --------- |
| Australia         | 83        |
| Canada            | 48        |
| Croazia           | 28        |
| Islanda           | 85        |
| Paesi Bassi       | 86        |
| Stati Uniti       | 90        |

## Date di pubblicazione
| Paese       | Data             | Formato                      | Nota   |
| ----------- | ---------------- | ---------------------------- | ------ |
| Mondo       | 11 febbraio 2021 | Download digitale, streaming | [ 38 ] |
| Italia      | 12 febbraio 2021 | Contemporary hit radio       | [ 39 ] |
| Regno Unito | 12 febbraio 2021 | Contemporary hit radio       | [ 40 ] |
| Stati Uniti | 16 febbraio 2021 | Contemporary hit radio       | [ 41 ] |